# Mario Maulión
Mario Luis Bautista Maulión (ur. 4 grudnia 1934 w Carcaraña, zm. 27 września 2020 w Rosario) – argentyński duchowny rzymskokatolicki, w latach 2003-2010 arcybiskup Paraná.

## Życiorys
Święcenia kapłańskie przyjął 11 czerwca 1960 i został inkardynowany do archidiecezji Rosario. Przez wiele lat pracował jako wykładowca w diecezjalnym seminarium, pełnił w nim także urząd rektora.
21 marca 1986 został prekonizowany biskupem pomocniczym Rosario ze stolicą tytularną Feiana. Sakrę biskupią otrzymał w miejscowej katedrze 23 maja 1986. 8 maja 1995 został mianowany biskupem San Nicolás de los Arroyos. 5 lipca objął rządy w diecezji. 29 kwietnia 2003 został mianowany arcybiskupem Paraná. Urząd metropolity objął 9 lipca 2010.
4 listopada 2010 przeszedł na emeryturę.